# جزرییل
جزرییل (Jezreel, عبری: Yizreʿel,) شهری بوده‌است در فلسطین که در زمان پادشاهی اهب در سده ۹ پیش از میلاد، پایتخت پادشاهی شمالی اسرائیل بوده‌است. در همین سرزمین است که شائول پادشاه بنی اسراییل از فلسطینی‌ها شکست خوده، خودکشی می‌کند. دره جزرییل که به آن دشت مرج ابن عامر (به انگلیسی: Plain of Esdraelon) نیز می‌گویند، یکی از راه‌های باستای به سمت دره اردن و ناحیه‌های ساحلی بوده‌است. این اسم برای نامیدن شهری در یهودیه نیز به کار رفته‌است.